# Arnaut
Arnaut (fl. XIII secolo) è il prenome di uno o forse più trovatori occitani, attestato come coautore di diverse tenzones o partimen, identificabile forse con Arman o Arnaut Catalan.
I componimenti e gli interlocutori di Arnaut sono:
Amics n'Arnaut, cent donas d'aut paratge (partimen con il Coms de Proensa)
Bernart de la Barta, l cauzit (partimen con Bernart de la Barta)
Segner Arnaut, d'un iouen (partimen con Guilhem)
Seigner Arnaut, votre semblan (tenso con Guilhem e Folc)
(con Alfonso X di Castiglia)